# Ciclul solar 8
Ciclul solar 8 a fost al optulea ciclu solar din 1755, când a început înregistrarea extensivă a activității petelor solare. Ciclul solar a durat 9,7 ani, începând în noiembrie 1833 și terminându-se în iulie 1843. Numărul maxim observat în timpul ciclului solar a fost de 244,9 (martie 1837), iar minimul inițial a fost de 12,2.
Ciclul solar 8 s-a încheiat în 1843, anul în care Heinrich Schwabe a descoperit ciclul petelor solare.